# Schoppach
Cet article concerne le village de la commune d'Arlon. Pour l'ancienne sablière, voir Sablière de Schoppach.
Schoppach (prononcé /ʃɔ.pak/, en luxembourgeois Schappech) est un village belge de la ville d'Arlon situé en Région wallonne dans la province de Luxembourg.

## Histoire
Avant la fusion des communes de 1977, Schoppach faisait partie de la commune de Heinsch.

## Géographie
Schoppach est situé au sud-ouest du centre de la ville d’Arlon avec lequel il forme un continuum bâti.

## Démographie
Le graphique suivant reprend la population du village au 1er janvier de chaque année.

## Économie
Le siège de l'intercommunale IDELUX est situé à Schoppach.

## Enseignement

### Primaire
- Ecole communale de Schoppach

## Urbanisation
Depuis plusieurs années, de nombreux projets d'urbanisation se sont développés dans le village de Schoppach. Il s'agit par exemple du projet de zoning artisanal sur le site de l'ancienne sablière de Schoppach, de l'écoquartier de l'entreprise Thomas & Piron, du projet de la briqueterie d'Arlon, du lotissement de l'Ilot vert place de l'Yser, ou encore de l'écoquartier de la Semois situé près de la gare d'Arlon.
Cette urbanisation de Schoppach est notamment dénoncée par des riverains qui souhaitent maintenir l'aspect naturel et verdoyant du village. Cet aspect est pourtant mis à mal avec l'augmentation de l'urbanisation que certains riverains jugent « déséquilibrée ».
Cette « bétonisation à outrance » est dénoncée par des riverains qui souhaitent une autre vision de la société et une prise en compte plus respectueuse des écosystèmes.
Cette urbanisation de Schoppach s'inscrirait dans une logique de densification de la ville d'Arlon afin d'accueillir une augmentation de la population qui se chiffrerait de 3000 à 6000 habitants supplémentaires d'ici 2035. Cette augmentation serait pourtant critiquée par les « Arlonais pure souche » qui verraient en elle l'intensification du rôle de « cité dortoir » qu'aurait Arlon vis-à-vis de son voisin le Grand Duché du Luxembourg.

### Sablière de Schoppach
Le site de grand intérêt biologique de l'ancienne sablière de Schoppach se trouve, comme son nom l'indique, à proximité immédiate du village de Schoppach. Cet ancien site industriel comportent de nombreux intérêts biologiques.
Celui-ci a particulièrement été médiatisé entre 2019 et 2021 avec l'installation illégale de la ZAD d'Arlon par des militants écologistes afin d'empêcher la réalisation d'un projet de création de parc d'activités économiques sur le site de la sablière par l'intercommunale Idélux.

### Écoquartier Thomas et Piron
Situé sur le terrain de l'ancienne carrière Collignon et sur des prairies qui accueillaient un manège, la construction d'un écoquartier par l'entreprise de construction Thomas et Piron a débuté en 2019.
Initialement, le projet comptait 213 logements mais ce nombre a été revu à la baisse pour atteindre les 180 logements.
Plusieurs irrégularités sont pointées du doigt par des riverains comme la mauvaise gestion des eaux pluviales, la saturation des voies de communication que risque de provoquer l'augmentation d'habitants ou encore le refus de prendre en considération certaines de leurs réclamations.
Alors que ces terrains sont situés en zone agricole au plan de secteur, la densification importante du quartier irrite particulièrement certains riverains, en plus de provoquer la destruction d'une zone qualifiée de naturelle.
Des riverains dénoncent également la détérioration de leur cadre de vie qu'implique ce projet qu'ils qualifient de « disproportionné et inapproprié ». Ils estiment également que le projet est teinté de « greenwashing ».
Ces différentes critiques, que certains qualifient de phénomène Nimby, irritent particulièrement le bourgmestre d'Arlon Vincent Magnus qui souhaite « avancer ». D'après lui, il est important de répondre à la demande en logement afin d'éviter que les prix de l'immobilier ne s'envolent. De plus, cette densification des zones urbaines ou semi-urbaines permettrait de lutter contre l'étalement urbain et l'urbanisation des milieux ruraux wallons.

## Sport
- Club de tennis de table de TT Schoppach-Arlon